# Ojai Valley Inn
El Ojai Valley Inn, u Ojai Valley Inn and Spa, es un resort y campo de golf de 220 acres en Ojai, California. El campo de golf se desarrolló en 1923 y la posada comenzó en la década de 1930. La propiedad ha sido objeto de múltiples renovaciones y ampliaciones a lo largo de los años, incluida la incorporación del Spa Ojai en 1997.

## Historia

### Primeros años
En 1923, el industrial del vidrio y desarrollador de Ojai, Edward Libbey, construyó un campo de golf en el sitio. El campo de golf, conocido hasta la década de 1940 como Ojai Valley Country Club, fue diseñado por el destacado diseñador de campos de golf George C. Thomas Jr. Según los informes, Libby le dio a Thomas total libertad para diseñar el campo y le dijo a Thomas: "Adelante, constrúyeme el mejor campo que se pueda construir en mi propiedad y usa cualquier terreno que desees. Dame lo mejor. El dinero no será un problema."
El campo de golf, situado en el valle de Ojai, ofrece vistas de la Al finalizar, el campo fue aclamado como el más bonito del sur de California. Los Angeles Times escribió más tarde que el campo, con sus arroyos y viejos robles, "fue diseñado para que pareciera haber estado allí desde siempre".
La casa club, rodeada de robles, fue diseñada por el arquitecto Wallace Neff en estilo colonial español.
En 1934, el club de campo se amplió para agregar una posada. El nuevo edificio de dos pisos fue diseñado por Ausen Pierpont y estaba conectado a la casa club por un pasillo de vidrio cerrado.

### Uso en tiempos de guerra por militares
Durante la Segunda Guerra Mundial, la propiedad fue tomada por los militares. A principios de la guerra, se utilizó como campamento del ejército con barracones construidos en el campo de golf. En 1944, la Marina se hizo cargo de la propiedad para viviendas adicionales de la Base Naval de Port Hueneme . La casa club y los terrenos fueron utilizados por el personal de la Marina como alojamiento de oficiales y para unidades Seabee y patios de armas. La propiedad fue devuelta al club de campo después de la guerra. En abril de 1945, Bing Crosby y Bob Hope organizaron una recaudación de fondos en la propiedad para el fondo de Bienestar de Ayuda de la Marina. Ojai Valley Inn

### Desarrollo de posguerra de la posada y el resort.
En 1946 o 1947, fue comprado por $250,000 por un sindicato liderado por el hotelero Don Burger. Burger cambió el nombre a Ojai Valley y comenzó a desarrollarla como centro turístico. En 1947, agregó una piscina y la primera unidad hotelera de 50 habitaciones con amplios dormitorios, colchones con 200 resortes de muselina atados a mano y diseño de interiores de Barbara Barondess MacLean. El campo de golf de 18 hoyos también fue reconstruido a una longitud de 6,800 pies y se agregó un embalse de agua.

### Conexiones de Hollywood
La propiedad se ha utilizado como lugar de rodaje de varias películas de la siguiente manera:
- Horizonte perdido (1937). El director Frank Capra usó Ojai y el club de campo para representar a Shangri-La.[4][13]
- Pat and Mike (1952) protagonizada por Katharine Hepburn y Spencer Tracy, en una escena en la que discuten sobre golpes de golf[14]
- Los dos jakes (1990)[14]

La propiedad también fue durante muchos años un destino para celebridades de Hollywood, incluidos Clark Gable, Walt Disney, Lana Turner, Nancy y Ronald Reagan, Irene Dunne, Loretta Young, Zsa Zsa Gabor, Judy Garland y Hoagy Carmichael.

## Desarrollo moderno
A mediados de la década de 1980, Jim y Paula Crown, nietos de Henry Crown, compraron la propiedad. Durante los siguientes tres años, los nuevos propietarios gastaron $35 millones en la renovación del hotel, duplicando la capacidad a 218 habitaciones, agregando una nueva piscina y un centro de conferencias con capacidad para 500 personas, ampliando las instalaciones de tenis y fitness del complejo y restaurando el campo de golf. La propiedad reabrió tras la renovación en 1988.
En 1997 se agregó el edificio del balneario, un edificio de cuatro pisos de estilo colonial español con un campanario de 50 pies de altura diseñado por el arquitecto David Bury. Toda la propiedad se sometió a una renovación de $ 90 millones que finalizó entre 2003 y 2006 que incluyó la adición de Casa Elar, una residencia de cinco habitaciones que ofrece "el máximo lujo y privacidad".
Es miembro de los Hoteles Históricos de América.

## Otras lecturas
- "Momentos en el tiempo: Ojai Valley Inn and Spa", de Mara Papatheodorou (2013)